# Bodbambaï
Bodbambaï est un village de la Région du Littoral du Cameroun, situé dans la commune de Ndom. 

## Population et développement
En 1967, la population de Bodbambaï était de 245 habitants, essentiellement des Babimbi du peuple Bassa. La population de Bodbambaï était de 142 habitants dont 66 hommes et 76 femmes, lors du recensement de 2005.  